# Список каменных храмов в стиле украинского барокко
В данном списке представлены все известные каменные храмы в стиле украинского барокко, как сохранившиеся до наших дней, так и уничтоженные. Несохранившиеся постройки выделены серым цветом.

## Памятники на Украине
| Название                                                              | Местонахождение                          | Время создания или перестройки          | Примечания | Фото |
| --------------------------------------------------------------------- | ---------------------------------------- | --------------------------------------- | --- | ---- |
| Софийский собор                                                       | Киев, город Ярослава                     | Конец XVII в.                           | Перестройка произведена И.Мазепой на его деньги. Боковые галереи первоначального храма надстроены и увенчаны шестью новыми главами, сооружены фронтоны и контрфорсы. Заново сделана отделка храма. Иконостас — середины XVIII в., сохранился частично. Отдельно стоящая колокольня 1698—1748 гг., из колоколов уцелел только «Мазепа».                                                                                            |      |
| Софийская церковь (Малая София)                                       | Киев, город Ярослава                     | 1722—1730.                              | Трапезная одноглавая двухэтажная церковь. Сильно перестроена в XIX — начале XX в., в 1950-е гг. реконструирована в первоначальных формах. |      |
| Благовещенская трапезная церковь Братского монастыря                  | Киев, Подол                              | Первая половина XVII в.                 | Трапезный двухэтажный храм. Перестроена в конце XVII — начале XVIII вв. при гетмане И.Мазепе. Вся её верхняя часть была разрушена в советское время, ныне храм восстановлен со многими искажениями. |      |
| Богоявленский собор Братского монастыря                               | Киев, Подол                              | 1690—1693.                              | Большой зальный трёхнефный пятиглавый храм. Выстроен русским зодчим О.Старцевым на деньги И.Мазепы. Трёхъярусная колокольня XVIII—XIX вв. Собор и колокольня уничтожены в 1935 г. |      |
| Вознесенский собор Флоровского монастыря                              | Киев, Подол                              | 1722—1732.                              | Большой трёхчастный трёхглавый трёхапсидный храм. |      |
| Церковь Михаила Архангела Выдубецкого монастыря                       | Киев, Выдубичи                           | 1766—1769.                              | Перестройку древнего храма, разрушившегося от оползня, осуществил архитектор М.Юрасов. |      |
| Собор Георгия Победоносца Выдубецкого монастыря                       | Киев, Выдубичи                           | 1696—1701.                              | Девятичастный пятиглавый храм, построен на деньги полковника М.Миклашевского. Пятиярусный иконостас 1701 г. уничтожен в советское время. Отдельно стоящая надвратная колокольня относится к 1730-м гг. и началу XIX в. |      |
| Церковь Спаса Преображения Выдубецкого монастыря                      | Киев, Выдубичи                           | 1696—1701.                              | Трапезная церковь, построена полковником М.Миклашевским. |      |
| Церковь Ильи Пророка                                                  | Киев, Подол                              | 1692.                                   | Трёхчастный одноглавый храм. Фасады сильно искажены в конце XIX в. Небольшая шатровая колокольня относится к началу XVIII в. |      |
| Церковь Екатерины Греческого Екатерининского монастыря                | Киев, Подол                              | 1738—1741.                              | Уничтожена, не воссоздана. |      |
| Церковь Кирилла Александрийского Кирилловского монастыря              | Киев, окраины                            | 1734, 1748—1760.                        | С.Ковнир, И.Григорович-Барский. Древний первоначально одноглавый храм перестроен в пятиглавый, заменены своды. |      |
| Собор Михаила Архангела Михайловского Златоверхого монастыря          | Киев, город Ярослава                     | Конец XVII в., 1715—1746.               | Древний одноглавый храм обстроен и перестроен в конце XVII в. в пятиглавый, потом в XVIII в. — в семиглавый (с элементами елизаветинского барокко). Добавлены фронтоны, притворы, приделы, контрфорсы. Трёхъярусная колокольня 1716—1719, отделка храма — середины XVIII в., иконостасы 1718, 1735, середины XIX в. Собор и колокольня уничтожены в 1935—1937 гг., ныне воссозданы в стиле XVII—XVIII вв.                         |      |
| Церковь Иоанна Богослова Михайловского Златоверхого монастыря         | Киев, город Ярослава                     | 1713.                                   | Одноглавый храм с большой одноэтажной трапезной. |      |
| Церковь Василия Великого (Трёхсвятительская)                          | Киев, город Владимира                    | 1693—1707.                              | Верхняя часть древнего храма была полностью перестроена В.Кочубеем. До своего разрушения в 1935 г. церковь представляла собой трёхчастное здание с одной массивной главой. Придел и колокольня относились к XVIII—XIX в. При разрушении храма погиб иконостас второй половины XVIII в. |      |
| Церковь Георгия Победоносца                                           | Киев, город Ярослава                     | 1744—1752.                              | Выстроен на деньги Елизаветы Петровны. Крестообразный девятичастный одноглавый храм, в конце XIX в. капитально перестроен в псевдовизантийском стиле. Снесён в 1934 г., погиб иконостас второй половины XVIII в. |      |
| Собор Николая Чудотворца (Военный) Никольского монастыря              | Киев, Печерск                            | 1690—1696.                              | Выстроен О.Старцевым на деньги И.Мазепы. . Большой зальный трёхнефный храм с пятью низкими главами. Отдельно стоящая массивная трёхъярусная колокольня в стиле елизаветинского барокко — 1750-х гг. Собор и колокольня уничтожены в 1934 г., погиб уникальный семиярусный иконостас 1696 г. |      |
| Трапезная церковь Никольского монастыря                               | Киев, Печерск                            | 1690—1693.                              | Выстроена О.Старцевым на деньги И.Мазепы. . Одноглавый трапезный храм. Церковь разрушена в 1934 г., трапезная палата — в 1962 г. |      |
| Собор Николая Чудотворца Николо-Пустынского монастыря (Малый Никола)  | Киев                                     | 1715.                                   | Выстроен князем Д.Голицыным. Трёхчастный одноглавый храм, в XIX в. обстроен, добавлены приделы и колокольня. Собор уничтожен в 1935 г. |      |
| Воскресенская церковь                                                 | Киев                                     | 1670, 1698.                             | Крестообразный пятичастный пятиглавый храм. В XVIII—XIX вв. перестроен, уничтожены боковые главы, фасады получили отделку в стиле елизаветинского барокко. Колокольня начала XIX в. Церковь снесена в советское время. |      |
| Борисоглебская церковь                                                | Киев                                     | 1692.                                   | Трёхчастный храм с одной массивной главой. Была искажена многочисленными перестройками и пристройками XVIII—XIX вв. Уничтожена в 1936 г. |      |
| Церковь Константина и Елены                                           | Киев                                     | 1734.                                   | В 1747—1757 гг. И.Григоровичем-Барским пристроены трапезная и колокольня. Сам храм капитально перестроен в 1865 г. Разрушен в советское время, сохранился частично. |      |
| Церковь Николая Чудотворца Доброго                                    | Киев, Подол                              | 1706—1716.                              | Храм заново выстроен в стиле классицизм к 1810 г. Церковь уничтожена в 1935 г., сохранилась небольшая шатровая колокольня постройки начала XVIII в., ныне превращённая в униатскую церковь. |      |
| Церковь Николая Чудотворца Набережного                                | Киев, Подол                              | 1772—1775.                              | Архитектор — И.Григорович-Барский. |      |
| Церковь Николая Чудотворца Притиска                                   | Киев                                     | 1695—1707.                              | Перестроена из крестообразного храма 1640-х гг. в девятичастный одноглавый. Звонница поздняя. |      |
| Церковь Покрова на Подоле                                             | Киев, Подол                              | 1766—1772.                              | Небольшой трёхчастный трёхглавый храм с низкой колокольней и поздней трапезной. Архитектор И.Григорович-Барский. |      |
| Церковь Спаса Преображения на Берестове                               | Киев, Печерск                            | 1647, конец XVII в.                     | Древний трёхнефный храм перестроен П.Могилой в крестообразный с тремя апсидами в 1640—1647 г. Позднее оформлен в стиле украинского барокко. Колокольня начала XIX в. |      |
| Церковь Антония и Феодосия Печерских                                  | Киев, Печерск.                           | 1698—1700.                              | Большой трёхчастный трёхглавый храм. |      |
| Троицкая церковь Китаевской пустыни                                   | Киев. окраины.                           | 1755—1767.                              | Большой девятичастный пятиглавый храм, немного перестроен в XIX в. Многоярусная классицистическая колокольня погибла в советское время. |      |
| Воскресенская церковь («Афганская»)                                   | Киев. Печерск.                           | 1696—1698.                              | Небольшой одноглавый храм, выстроен полковником К.Мокиевским. Колокольня 1860—1863 в. |      |
| Успенский собор Киево-Печерской лавры                                 | Киев, Печерск.                           | 1669—1677, 1722—1729, 1767—1769.        | Древний одноглавый храм был сильно обстроен, добавлены приделы, паперти и шесть новых глав, заново выполнена его отделка. Элементы елизаветинского барокко. Собор почти целиком погиб в 1941 г., ныне восстановлен в стиле XVIII в. |      |
| Троицкая церковь Киево-Печерской лавры                                | Киев, Печерск.                           | 1720-е гг.                              | Древний надвратный храм был переделан снаружи, в 1730-е гг. сделаны заново росписи и роскошный иконостас. |      |
| Церковь Всех Святых над Экономическими воротами Киево-Печерской лавры | Киев, Печерск.                           | 1690-е гг.                              | Надвратная пятичастная пятиглавая церковь с внутренней галереей, выстроена русским архитектором Д.Аксамитовым на деньги И.Мазепы. |      |
| Церковь Антония и Феодосия Печерских Киево-Печерской лавры            | Киев, Печерск.                           | 1684—1694.                              | Двухэтажная одноглавая трапезная церковь. В 1893—1895 выстроено современное эклектичное здание храма. |      |
| Крестовоздвиженская церковь Киево-Печерской лавры                     | Киев, Печерск.                           | 1697—1700 гг.                           | Выстроена полковником П. Герциком на месте небольшой каменной часовни времён П.Могилы. Иконостас 1769 г., росписи конца XIX в. |      |
| Церковь Рождества Богородицы Киево-Печерской лавры                    | Киев, Печерск.                           | 1696.                                   | Первоначально трёхчастный трёхглавый храм, построенный на деньги полковника К.Мокиевского. В 1767 г. пристроены четыре купольных придела. |      |
| Церковь Зачатия Анны Киево-Печерской лавры                            | Киев, Печерск.                           | 1679.                                   | Небольшое одноглавое сооружение с трапезной, искажённое последующими перестройками. |      |
| Церковь Николая Чудотворца Киево-Печерской лавры                      | Киев, Печерск.                           | Конец XIX в.                            | Небольшой одноглавый храм при больничном корпусе. Пристройки XVIII—XIX вв. Во время войны была сильно разрушена. |      |
| Церковь Архангела Михаила                                             | Киевская область, Переяслав              | 1660-е гг.                              | Небольшая зальная церковь. |      |
| Вознесенский собор Вознесенского монастыря                            | Киевская область, Переяслав              | 1695—1700.                              | Большой крестообразный девятичастный одноглавый храм, выстроен на деньги И.Мазепы. Отдельно стоящая трёхъярусная колокольня — второй половины XVIII в. |      |
| Покровская церковь                                                    | Киевская область, Переяслав              | 1704—1709.                              | Семичастный трёхглавый храм. Уничтожена в советское время. |      |
| Успенская церковь                                                     | Киевская область, Барышевка              | 1-я половина XVIII в.                   | Трёхчастный одноглавый храм с поздними пристройками. Отдельно стоящая небольшая шатровая колокольня была одновременна храму. Церковь и колокольня уничтожены в советское время. |      |
| Спасо-Преображенский собор Межигорского монастыря                     | Киевская область, Новые Петровцы         | 1676—1690, неоднократно перестраивался. | Первоначально — зальный шестистолпный пятиглавый храм с одноэтажной папертью со всех сторон. В 1810-е гг. перестроен в стиле классицизм, уничтожен в 1936 г. |      |
| Петропавловская церковь Межигорского монастыря                        | Киевская область, Новые Петровцы         | 1772—1774.                              | Трапезная двухэтажная одноглавая церковь с колокольней, выстроена И.Григоровичем-Барским на деньги Калнышевского. Соединяла черты украинского и елизаветинского барокко. Уничтожена в 1936 г. |      |
| Собор Антония и Феодосия Печерских                                    | Киевская область, Васильков              | 1755—1758.                              | Большой зальный трёхнефный пятиглавый храм, с элементами елизаветинского барокко. Выстроен зодчим Степаном Ковниром. |      |
| Церковь Георгия Победоносца Георгиевского монастыря                   | Черниговская область, Данёвка            | Вторая половина XVII в.                 | Трёхчастный трёхглавый трёхапсидный храм. |      |
| Церковь Николая Чудотворца                                            | Черниговская область, Козелец            | 1784.                                   | Крестообразный одноглавый трёхапсидный храм. |      |
| Собор Рождества Богородицы                                            | Черниговская область, Козелец            | 1752—1763.                              | Построен А. В. Квасовым и И.Григоровичем-Барским на деньги графини Н.Разумовской. Большое пятиглавое сооружение с элементами елизаветинского барокко, отдельно стоящая четырёхъярусная колокольня сооружена одновременно с храмом. Убранство, иконостас 1760-х гг. |      |
| Успенский собор                                                       | Черниговская область, Новгород-Северский | Рубеж XVII—XVIII вв.                    | Пятиглавый храм с поздней колокольней. |      |
| Петропавловская церковь Спасо-Преображенского монастыря               | Черниговская область, Новгород-Северский | Середина XVII в.                        | Крестообразный одноглавый трапезный храм. |      |
| Спасо-Преображенский собор Спасо-Преображенского монастыря            | Черниговская область, Новгород-Северский | До 1678.                                | Древний перестроенный храм не сохранился, на его месте Кваренги в 1791—1806 гг. выстроил существующий храм в стиле классицизм. |      |
| Воскресенская церковь                                                 | Черниговская область, Новгород-Северский | 1707.                                   | Зальный трёхчастный одноглавый храм. Позднее сильно перестроен. Уничтожен в 1930-е гг. |      |
| Крестовоздвиженская церковь                                           | Черниговская область, Новгород-Северский | 1715.                                   | Трёхчастная одноглавая церковь с элементами петровского барокко. Перестраивалась, уничтожена в 1930-е гг. |      |
| Богоявленская церковь                                                 | Черниговская область, Нежин              | 1721.                                   | Впоследствии перестраивалась, в советское время полуразрушена. |      |
| Церковь Михаила Архангела                                             | Черниговская область, Нежин              | 1719—1729.                              | Небольшой трёхчастный одноглавый храм. |      |
| Введенская церковь Введенского монастыря                              | Черниговская область, Нежин              | 1778.                                   | Отдельно стоящая колокольня — XIX в. |      |
| Спасо-Преображенская церковь                                          | Черниговская область, Нежин              | 1757.                                   | Крестообразный трёхглавый храм, сильно пострадал во время войны и после, восстанавливается. |      |
| Воскресенский собор Благовещенского монастыря                         | Черниговская область, Нежин              | 1702—1716.                              | Большой пятиглавый храм, построен под значительным влиянием русской архитектуры того времени зодчим Устиновым. Фасады переделывались впоследствии в стиле классицизм. |      |
| Собор Николая Чудотворца                                              | Черниговская область, Нежин              | До 1668.                                | Большой крестообразный девятичастный пятиглавый храм. Позднее сильно искажён снаружи. Значительная часть внешнего декора реконструирована предположительно. Роскошный пятиярусный иконостас 1730-х гг. уничтожен в советское время. |      |
| Спасо-Преображенский собор                                            | Черниговская область, Прилуки            | 1705—1720.                              | Пятиглавый девятичастный храм. Построен на деньги полковника И.Галагана. |      |
| Церковь Николая Чудотворца                                            | Черниговская область, Прилуки            | 1705—1720.                              | Зальная церковь с удлинённой алтарной частью и звонницей над основным объёмом. Построена на деньги полковника И.Галагана. |      |
| Троицкий собор Густынского монастыря                                  | Черниговская область, Густынь            | 1674—1675.                              | Пятиглавый крестообразный девятичастный храм, выстроен на вклад гетмана И.Самойловича. Четырёхъярусный иконостас начала XVIII в. уничтожен в советское время. |      |
| Успенская церковь Густынского монастыря                               | Черниговская область, Густынь            | Начало XVIII в.                         | Построен И.Мазепой. Одноглавый трапезный храм, в плане — длинный крест. |      |
| Церковь Николая Чудотворца Густынского монастыря                      | Черниговская область, Густынь            | 1670-е гг.                              | Надвратная церковь, полностью перестроена в XIX в., сохранилось основание. |      |
| Церковь Петра и Павла Густынского монастыря                           | Черниговская область, Густынь            | Первая четверть XVIII в.                | Надвратный девятичастный пятиглавый крестообразный в плане храм. |      |
| Воскресенская церковь                                                 | Черниговская область, Седнёв             | 1690—1696.                              | Крестообразный девятичастный храм с одной массивной главой выстроен полковником Я.Лизогубом. Отдельно стоящая звонница добавлена в XIX в. |      |
| Борисоглебский собор                                                  | Черниговская область, Чернигов           | 1700—1702.                              | Древний храм перестроен на деньги И.Мазепы (в 1960-е гг. ему возвращены древнерусские формы). Тогда же была выстроена сохранившаяся до наших дней столпообразная двухъярусная колокольня. |      |
| Церковь Екатерины                                                     | Черниговская область, Чернигов           | 1696—1715.                              | Крестообразный девятичастный пятиглавый храм, выстроен на деньги Е.,С. и Я.Лизогубов. Современный храму иконостас был уничтожен в советское время. |      |
| Черниговский коллегиум с церковью Всех Святых (Иоанна Богослова)      | Черниговская область, Чернигов           | XVII в., 1700—1702.                     | Выстроен И.Мазепой при участии высшего духовенства. Двухэтажные палаты, в верхнем этаже — храм со столпообразной ярусной колокольней. Декор в духе украинского и нарышкинского барокко (имеются поздние пристройки). |      |
| Церковь Параскевы Пятницы                                             | Черниговская область, Чернигов           | Конец XVII в.                           | В XVII—XVIII вв. тут был монастырь. Перестроенный древнерусский храм был сильно разрушен гитлеровцами в 1943 г., позднее реконструирован в формах начала XIII в. |      |
| Ильинская церковь Троице-Ильинского монастыря                         | Черниговская область, Чернигов           | Рубеж XVII—XVIII вв.                    | Древнерусский бесстолпный одноглавый храм переделан снаружи, над нартексом и апсидой добавлены главы. Позднее выстроена небольшая двухъярусная колокольня. |      |
| Введенская церковь Троице-Ильинского монастыря                        | Черниговская область, Чернигов           | 1677—1679, конец XVII в.                | Трапезная церковь о двух главах, внешний декор в стиле московского барокко. Уникальный пятиярусный иконостас начала XVIII в., подаренный И.Мазепой, уничтожен в советское время. |      |
| Троицкий собор Троице-Ильинского монастыря                            | Черниговская область, Чернигов           | 1679—1696.                              | Выстроен попечением Л.Барановича, с 1688 г. также и И.Мазепы, архитектором И. Баптистой, затем — русской артелью во главе с О.Старцевым. Большой зальный трёхнефный семиглавый храм. Убранство не сохранилось, семиярусный иконостас 1695 г. уничтожен в советское время. |      |
| Успенский собор Елецкого монастыря                                    | Черниговская область, Чернигов           | 1670-е — 1680-е гг.                     | Древний храм перестроен архимандритом Феодосием и И.Галятовским на многочисленные вклады украинских старшин и русских аристократов (Лизогубы, князья Барятинские и др.). Над нартексом добавлены три главы (уцелели две), ещё одна — над алтарём. Паперти с приделами выстроены в 1689 г. Отдельно стоящая столпообразная гранёная соборная колокольня выстроена в 1670—1675. Пятиярусный иконостас 1679—1680 гг. погиб в 1941 г. |      |
| Церковь Петра и Павла Елецкого монастыря                              | Черниговская область, Чернигов           | 1680-е.                                 | Трапезная церковь, в результате перестройки конца XVIII в. полностью утратила первоначальный облик. |      |
| Собор Николая Чудотворца Крыпецко-Батуринского монастыря              | Черниговская область, Батурин            | 1680.                                   | Крестообразный девятичастный пятиглавый храм, возведён на деньги И.Домонтовича. Храм уничтожен в советское время, погиб и роскошный пятиярусный иконостас начала XVIII в. |      |
| Благовещенская церковь                                                | Черниговская область, Березная           | 1778.                                   | Крестообразный девятичастный одноглавый храм, уничтожен в советское время. |      |
| Троицкий собор                                                        | Черниговская область, Борзна             | До 1693, 1789.                          | Пятичастный храм с одной массивной главой. Уничтожен в 1967. |      |
| Покровская церковь                                                    | Черниговская область, Дегтярёвка         | 1708—1710.                              | Пятичастный пятиглавый храм, более тяготеет к нарышкинскому барокко. Построен на деньги И.Мазепы. Пострадал во время войны, после большая его часть разобрана на строительные материалы. |      |
| Спасо-Преображенский собор Максакиевского монастыря                   | Черниговская область, Максаки            | 1642 — 1650-е гг.                       | Зальный трёхнефный одноглавый (с XVIII в. — трёхглавый) храм. Основан А.Киселём. Уничтожен в 1940-е гг. |      |
| Введенская церковь Максакиевского монастыря                           | Черниговская область, Максаки            | 1690-е гг.                              | Одноглавый трапезный храм. Уничтожена в 1930-е гг. |      |
| Собор Николая Чудотворца Пустынно-Рыхловского монастыря               | Черниговская область, Рыхловщина         | 1754—1760.                              | Крестообразный девятичастный пятиглавый храм с высокой массивной центральной главой. Уничтожен в 1930-е гг. |      |
| Церковь Рождества Иоанна Предтечи Пустынно-Рыхловского монастыря      | Черниговская область, Рыхловщина         | 1767.                                   | Надвратная пятичастная трёхглавая церковь, с элементами елизаветинского барокко. Уничтожена в 1930[е гг. |      |
| Церковь Николая Чудотворца Пустынно-Рыхловского монастыря             | Черниговская область, Рыхловщина         | 1757.                                   | Небольшой трёхчастный одноглавый храм. Уничтожена в 1930-е гг. |      |
| Троицкая церковь                                                      | Черниговская область, Сосница            | 1702.                                   | Трёхчастный трёхглавый храм с элементами нарышкинского стиля. Уничтожена в 1950-е гг. |      |
| Воскресенская церковь                                                 | Черниговская область, Сосница            | 1756.                                   | Пятичастный трёхглавый храм, оформление фасадов в духе провинциального барокко. Уничтожена в 1930-е гг. |      |
| Покровский собор                                                      | Сумская область, Ахтырка                 | 1753—1762.                              | Большой трёхчастный трёхглавый храм, причудливое смешение украинского и елизаветинского барокко. Архитекторы — князь Д.Ухтомский и С.Дудинский. Колокольня 1770-х гг. |      |
| Успенский собор                                                       | Сумская область, Ахтырка                 | 1728—1738.                              | Четырёхстолпный храм с одной массивной главой. Колокольня XIX в. Уничтожен в советское время. |      |
| Троицкий собор Троице-Ахтырского монастыря                            | Сумская область, Ахтырка                 | 1724—1727.                              | Трёхчастный трёхглавый храм с ярусными барабанами глав, в русско-украинском стиле. Пристройки 1842 г., отдельно стоящая колокольня XVIII—XIX вв. Собор пострадал во время войны, после разобран на строительные материалы (кроме колокольни). |      |
| Воскресенская церковь                                                 | Сумская область, Сумы                    | 1702.                                   | Двухэтажный трёхчастный трёхглавый храм. Декор в стиле нарышкинского барокко. Отдельно стоящая колокольня выстроена в начале XX в. в близком к храму стиле. |      |
| Покровская церковь                                                    | Сумская область, Сумы                    | 1783—1790.                              | Семичастный трёхглавый храм, с барокковыми и классицистическими деталями. Ярусная колокольня в стиле классицизм выстроена в 1821 г. Церковь и колокольня разрушены в советское время. |      |
| Собор Рождества Богородицы Харлампиевскиего Гамалиевского монастыря   | Сумская область, Гамалиевка              | 1710-е — 1735.                          | Крестообразный девятичастный пятиглавый храм, выстроен на деньги И.Скоропадского. Звонница XVIII—XIX вв. уничтожена в 1960-е гг. |      |
| Харлампиевская церковь Харлампиевскиего Гамалиевского монастыря       | Сумская область, Гамалиевка              | 1714.                                   | Небольшая трапезная церковь. Изуродована в советское время. Усыпальница Скоропадских. |      |
| Церковь Николая Чудотворца                                            | Сумская область, Глухов                  | 1693—1695.                              | Двухчастный двуглавый храм, с русским декором. Выстроен зодчим М.Ефимовым на деньги полковника В.Ялоцкого. Притвор и колокольня — поздние, XIX в. Пятиярусный иконостас середины XVIII в. уничтожен в советское время. |      |
| Троицкий собор                                                        | Сумская область, Глухов                  | 1720—1805.                              | Заложен Скоропадским, достраивался Квасовым и др. на многочисленные пожертвования, в том числе царские. Базиликальный крестообразный трёхглавый храм, с элементами позднего барокко и классицизма. Собор уничтожен в 1962 г. (многоярусная классицистическая колокольня — в 1929 г.). |      |
| Анастасиевская «Гетманская» церковь                                   | Сумская область, Глухов                  | 1717.                                   | Маленький трёхчастный зальный храм, сильно перестроен в XIX в. Уничтожена в 1896 г. |      |
| Собор Рождества Богородицы                                            | Сумская область, Конотоп                 | 1739.                                   | Трёхчастный храм с одной массивной главой. В 1886 г. обстроен в псевдовизантийском стиле. Уничтожен в 1930-е гг. |      |
| Собор Рождества Богородицы                                            | Сумская область, Кролевец                | 1742—1749.                              | Трёхчастный трёхглавый храм, колокольня 1829—1830, пристройки XIX в. Уничтожен в советское время. |      |
| Успенский собор                                                       | Сумская область, Лебедин                 | 1770—1797.                              | Уникальный двухэтажный храм, с элементами классицизма. Нижняя церковь — четырёхстолпная базиликальная, верхняя — трёхчастная трёхглавая. Классицистическая колокольня XIX в. Собор и колокольня уничтожены в 1939 г. |      |
| Петропавловский собор Глуховско-Петропавловского монастыря            | Сумская область, Будища                  | 1695—1697.                              | Трёхчастный трёхглавый храм, декор в русском стиле. Выстроен русским зодчим М.Ефимовым. Уничтожен в советское время. |      |
| Церковь Михаила Архангела Глуховско-Петропавловского монастыря        | Сумская область, Будища                  | 1712.                                   | Надвратный трёхчастный трёхглавый храм, в конце XVIII в. глава над нартексом разобрана и пристроена массивная колокольня. После войны разбиралась на строительные материалы, сохранилась частично. |      |
| Спасо-Преображенская церковь                                          | Сумская область, Малая Ворожба           | 1752, 1770.                             | Трёхчастный трёхглавый храм в смешанном стиле украинского и елизаветинского барокко. |      |
| Успенская церковь                                                     | Сумская область, Межирич                 | 1759—1772.                              | Крестообразный одноглавый храм с притвором. Пострадал в советское время, погиб пятиярусный иконостас 1770-х гг. |      |
| Собор Сошествия Святого Духа                                          | Сумская область, Ромны                   | 1742—1746.                              | Трёхчастный трёхглавый храм. |      |
| Церковь Архангела Михаила                                             | Сумская область, Воронеж                 | 1776—1781.                              | Крестообразный одноглавый храм с трёхъярусной колокольней. |      |
| Спасо-Преображенская церковь                                          | Полтавская область, Великие Сорочинцы    | 1728—1734.                              | Крестообразный девятичастный пятиглавый (до XIX в. девятиглавый) храм, выстроен С.Ковниром на деньги гетмана Д.Апостола. Внутри иконостас 1730-х гг. Усыпальница семьи гетмана. |      |
| Спасо-Преображенский собор Мгарского монастыря                        | Полтавская область, Мгарь                | До 1692.                                | Большой зальный трёхнефный пятиглавый храм, выстроен на деньги И.Самойловича и И.Мазепы. Отдельно стоящая многоярусная колокольня — 1785. Огромный иконостас 1762—1765 гг. уничтожен в советское время. |      |
| Крестовоздвиженский собор Крестовоздвиженского монастыря              | Полтавская область, Полтава              | 1689—1709.                              | Большой зальный трёхнефный семиглавый храм, выстроен семейством Кочубеев. Пострадал во время войны. Отделка и четырёхъярусный иконостас 1772 г. погибли в советское время. Ярусная колокольня — 1786. |      |
| Троицкая церковь Крестовоздвиженского монастыря                       | Полтавская область, Полтава              | 1750.                                   | Одноглавый храм с трапезной. Перестраивалась, ныне реставрирована. |      |
| Успенский собор                                                       | Полтавская область, Полтава              | 1749—1770.                              | Зальный трёхнефный пятиглавый храм, пристройки XIX в. Отдельно стоящая ярусная колокольня выстроена в 1776—1801 гг. Уничтожен кроме колокольни в 1938 г., ныне воссоздан с искажениями. |      |
| Успенская церковь                                                     | Полтавская область, Лютенька             | 1686.                                   | Крестообразный девятичастный пятиглавый храм, выстроен полковником М.Бороховичем. Пятиярусный иконостас погиб в 1930-е гг., церковь рухнула в 1973 г., позднее руины были разобраны. |      |
| Спасо-Преображенская церковь Красногорского монастыря                 | Черкасская область, Золотоноша           | 1767—1771.                              | Трёхглавый трёхчастный храм, возведён И.Григоровичем-Барским с элементами елизаветинского барокко. Полуразрушен в 1930-е гг., реконструирован в 1960-е гг. |      |
| Покровский собор Покровского монастыря                                | Харьковская область, Харьков             | 1689.                                   | Двухэтажный трёхчастный трёхглавый храм с папертью и шатровой колокольней. Его архитектура является синтезом украинского барокко и русского нарышкинского стиля. |      |
| Церковь Николая Чудотворца                                            | Харьковская область, Харьков             | 1764—1770.                              | Трёхчастный трёхглавый храм, декор в стиле нарышкинского барокко. Уничтожена в конце XIX в. |      |
| Церковь Рождества Христова                                            | Харьковская область, Харьков             | 1783.                                   | Пятичастный пятиглавый храм с элементами провинциального барокко, пристройки XIX в. Уничтожена в советское время. |      |
| Покровская церковь                                                    | Харьковская область, Ольшанка            | 1769.                                   | Трёхчастный храм с одной массивной двухъярусной главой, в стиле украинского и русского барокко. Уничтожена в советское время. |      |
| Спасо-Преображенский собор                                            | Харьковская область, Изюм                | 1681.                                   | Пятичастный пятиглавый храм в смешанном русско-украинском стиле. Был изуродован перестройкой 1902—1903 гг., в 1950-е гг. реконструирован. В советское время погиб иконостас 1765 г. |      |
| Церковь Георгия Победоносца Куряжского монастыря                      | Харьковская область, Куряжанка           | Конец XVII в. — 1709.                   | Двухэтажная одноглавая трапезная церковь. Уничтожена в советское время. |      |
| Собор Спаса ПреображенияКуряжского монастыря                          | Харьковская область, Куряжанка           | 1762.                                   | Пятиглавый (с XIX в. трёхглавый) храм, изуродован в советское время, не восстановлен. Колокольня XVIII в. уничтожена. |      |
| Онуфриевская церковь Куряжского монастыря                             | Харьковская область, Куряжанка           | 1750—1753.                              | Крестообразный одноглавый храм. Уничтожен в советское время. |      |
| Вознесенский собор Хорошевского монастыря                             | Харьковская область, Хорошево            | 1754—1759.                              | Трёхчастный трёхглавый храм с ярусными главами, в 1835—1837 дополнительными пристройками превращён в пятиглавый. Декор в стиле московского барокко. Уничтожен в советское время. |      |
| Никольская церковь Святогорской лавры                                 | Донецкая область, Святогорск             | 1680-е гг.                              | Была сильно перестроена в 1851 г. |      |

## Памятники в России
| Название                                           | Местонахождение                     | Время создания или перестройки | Примечания | Фото |
| -------------------------------------------------- | ----------------------------------- | ------------------------------ | --- | ---- |
| Воскресенский собор                                | Ростовская область, Старочеркасская | 1706—1719.                     | Большой девятичастный девятиглавый храм, двухэтажная паперть и башнеобразная шатровая колокольня относятся к 1725—1730. Убранство храма — разновременное, роскошный семиярусный иконостас — 1749 г. |      |
| Собор волжского казачества                         | Волгоградская область, Дубовка      | 1762—1796                      | Повторение собора в Старочеркасске. Уничтожен в советское время. |      |
| Троицкий собор                                     | Белгородская область, Белгород      | 1690—1707                      | Трехбанная церковь с четырёхлепестковым планом строилась как кафедральный храм Белгородско-Обоянской епархии. Массивная колокольня пристроена в 1770-е гг. Ансамбль снесён в 1930 г.                |      |
| Благовещенский собор Митрофановского монастыря     | Воронежская область, Воронеж        | 1718—1733.                     | Большой пятичастный пятиглавый храм, сильно перестроенный и обстроенный в XIX в. Повреждён во время войны, в 1950-е гг. разобран.                                                                   |      |
| Знаменская церковь                                 | Московская область, Курово          | 1687.                          | Трёхчастный трёхглавый храм, выстроен боярином А.Шеиным. Уничтожен в 1936 г. |      |
| Храм Казанской иконы Божией Матери в Узком         | Москва                              | 1697—1698.                     | Крестообразный пятичастный пятиглавый храм с декором в стиле московского барокко, выстроен боярином Т.Стрешнёвым. В советское время погиб иконостас русского письма конца XVII в.                   |      |
| Собор Рождества Христова («Казацкий»)              | Брянская область, Стародуб          | 1677—1678, 1744                | Трёхчастный трёхглавый храм. Убранство не сохранилось. |      |
| Церковь Спаса-Преображения в Стародубской крепости | Брянская область, Стародуб          | 1698                           | Трёхчастный семиглавый храм в русско-украинском стиле. Уничтожен в советское время. |      |
| Церковь Рождества Иоанна Предтечи в Гудовке        | Брянская область, Стародуб          | 1705                           | Трёхчастный трёхглавый храм в русско-украинском стиле. Перестраивалась, уничтожен в советское время.                                                                                                |      |
| Богоявленская церковь                              | Брянская область, Стародуб          | 1789                           | Небольшой одноглавный храм, перестроен в XIX веке. |      |
| Собор Николаевского монастыря                      | Брянская область, Каташин           | 1694—1699                      | Возведён на средства полковника М. А. Миклашевского. Сохранились только нижние ярусы кладки. Уцелела колокольня.                                                                                    |      |
| Собор Троицкого монастыря                          | Брянская область, Севск             | храм 1762, колокольня 1780-е   | Собор заменён в 1869 г. на новый, колокольня сохранилась. |      |
| Собор Успенского монастыря                         | Брянская область, Забрама           | 1776—1779                      | Сильно руинирован. Тёплый храм Рождества Иоанна Предтечи (1753-58) снесён. |      |
| Преображенский собор Знаменского монастыря         | Тюменская область, Тобольск         | 1685—1691                      | |      |
| Богоявленская церковь                              | Тюменская область, Тобольск         | 1691, перестроена в 1744       | |      |
| Покровский собор                                   | Тюменская область, Тобольск         | Середина XVIII в.              | Небольшой одноглавый храм с трапезной, массивная колокольня в стиле классицизм пристроена в 1790-е гг.                                                                                              |      |
| Собор Абалакского монастыря                        | Тюменская область, Абалак           | 1683—1691                      | |      |
| Троицкий собор Троицкого монастыря                 | Тюменская область, Тюмень           | 1710-е гг.                     | Трёхчастный пятиглавый храм с различными пристройками. |      |
| Петропавловская церковь Троицкого монастыря        | Тюменская область, Тюмень           | 1750-е гг.                     | Крестообразный пятиглавый храм с различными пристройками (в том числе шатровой колокольней). |      |
| Трапезная церковь Троицкого монастыря              | Тюменская область, Тюмень           | 1710-е гг.                     | Небольшой трапезный храм о двух главах, полностью разрушен в советское время. |      |
| Троицкая церковь в Калашной слободе                | Ярославль                           | 1730                           | Столпообразный храм из ряда усложняющихся кверху объёмов, снесён в 1930-е гг. |      |